# 豊島区立さくら小学校
豊島区立さくら小学校（としまくりつさくらしょうがっこう）は、東京都豊島区長崎6丁目にある公立小学校。旧千川小学校と旧大成小学校が統合されて開校した。

## 学校の教育目標

### 人間尊重の精神を基調に、生涯学び続ける、心身共に健康でたくましい、国際性豊かな児童の育成を目指し、次の目標を定める。
- ○思いやりのある子
- ◎考える子（本年度重点目標）
- ○やりとげる子
- ○元気な子

### 実現に向けた具体的な方策
心の教育の推進
- ○特別の教科道徳の時間の充実と全教育課程にかかわる道徳教育の推進
- ○健全育成のための保護者・地域のネットワーク
- ○奉仕（美化・栽培）活動や読書活動の充実

児童の安全確保と体力の向上
- ○セーフティ教室・避難訓練等の実践および、ISS先進校を参考にした自主的な危険回避学習
- ○自己の健康への意識（体力・食育）の高揚

教員の共通理解
- ○基礎・基本的な学力の定着を、朝学習や放課後の補習、夏休みの補習教室で確保
- ○人権尊重の精神に立って、児童のいじめや不登校などに適切な指導を与え、体罰を根絶した教育相談的手法による指導
- ○少人数指導のよさを生かし、教育活動を教員相互の支援体制に基づき遂行

学校公開と外部評価
- ○教育活動の理解を図るための、地域・保護者への学校公開
- ○外部評価による地域・保護者の願いの集約と具現化への工夫

地域・保護者との協働
- ☆家庭における確かな生活習慣作りの連携と依頼（食事・睡眠・挨拶）
- ☆家庭学習の定着と協力（テレビやゲーム等の管理と自主的な学習の奨励）
- ☆教育活動への参加と支援（地域・保護者の外部人材登用による学習活動）

## 本校の教育の特色
- ア 特別の教科道徳の時間の特質を踏まえた道徳授業と学級活動や生活指導との関連を図った指導を中心にして、人権教育の視点に立って人も自分も大切にする心を育む。
- イ 自ら考え判断し自律的に行動する児童の育成を目指し、完全ノーチャイムの生活を徹底する。
- ウ 水曜朝の「読書タイム」、図書ボランティアによる読み聞かせ、教師による読み聞かせ会、PTAお話ひろばとの連携、全児童と教員による推薦図書の紹介、図書委員会の活動や学校図書館利用の工夫、学校独自の読書月間（10月）の設定等を通して、環境作りを進めながら読書への興味・関心を高め、読書力の向上を図る。
- エ 月1回の縦割り班活動（「なかよし班」活動）を通して 、児童相互のかかわりを深め、望ましい人間関係を築く。さらに、人権教育の視点に立って、高齢者や障害のある人、保育園児、地域の方などとの具体的な体験活動・交流を充実させ、様々な人と共に生きることの大切さを体得させる。
- オ 学校と保護者・PTA、地域、中学校、関係諸機関との連携を積極的に図るために、「としま土曜公開授業」や学校参観週間、道徳授業地区公開講座、学校運営連絡協議会の開催方法の工夫、地域の人材や学校関係者評価等の活用を通して、地域の学校として共に歩む教育を推進する。
- カ 帝京平成大学、東京福祉大学、武蔵野音楽大学などの学生ボランティアや豊島高校（夏の補習教室）との連携を図り、個に応じた指導を充実させる。

## 沿革
- 2002年（平成14年）
  - 4月1日 - 千川小学校と大成小学校を統合し、豊島区立さくら小学校開校。
  - 4月8日 - 開校式挙行。
- 2003年（平成15年）2月24日 - 校歌発表会開催。
- 2006年（平成18年）6月17日 - 開校5周年記念式典挙行。
- 2011年（平成23年）1月11日 - 太陽光発電設備の寄贈を受ける。
- 2012年（平成24年）11月17日 - 創立10周年記念式典挙行。
- 2015年（平成27年）
  - 8月12日 - 体育館照明LED化工事が完了する。
  - 10月26日 - 南側トイレ洋式化の改修工事が完了する。
- 2016年（平成28年）
  - 11月7日 - 東側トイレ洋式化ほかの改修工事が完了する。
  - 12月20日 - 給食調理室の改修工事が完了する。
- 2017年（平成29年）
  - 3月10日 - プール改修工事、目隠しネット工事が完了する。
  - 12月18日 - 校庭改修工事完了する。
- 2018年（平成30年）1月27日 - 創立十五周年記念式典挙行し、児童集会開催。

## 歴代校長
| 初 代 | 濱 勝     | 2002年（平成14年）4月1日～2006年（平成18年）3月31日 |
| 第2代 | 関口 純一 | 2006年（平成18年）4月1日～2014年（平成26年）3月31日 |
| 第3代 | 阿部 勇知 | 2014年（平成26年）4月1日～2017年（平成29年）3月31日 |
| 第4代 | 水越 俊行 | 2017年（平成29年）4月1日～2021年（令和3年）3月31日  |
| 第5代 | 後藤 大輔 | 2021年（令和3年）4月1日～2024年（令和6年）3月31日   |
| 第6代 | 井出 千晴 | 2024年（令和6年）4月1日〜2025年（令和7年）3月31日   |
| 第7代 | 田中 亮太 | 2025年（令和7年）4月1日〜                           |

## 周辺
練馬区との区境に近く、◯印が付されている施設は練馬区にある施設である。
- 東京都立豊島高等学校
- 練馬区立旭丘小学校◯
- 練馬区立旭丘中学校◯
- 豊島区立明豊中学校 - 主な進学先中学校

## アクセス
- 西武池袋線江古田駅から、徒歩約825m・約13分。
- 東京メトロ有楽町線・副都心線小竹向原駅から、徒歩約870m・約13分。
- 国際興業バス池07「長崎六丁目」バス停下車後、徒歩約450m・約7分。
- JR・私鉄・地下鉄各線の池袋駅から、
  - 西武池袋線江古田駅まで、6分～7分。
  - 東京メトロ有楽町線小竹向原駅まで、6分～7分。
  - 東京メトロ副都心線小竹向原駅まで、6分。
  - 国際興業バス長崎六丁目バス停まで、21分。